# Политехнический переулок (Киев)
Политехни́ческий переу́лок — переулок в Соломенском и Шевченковском районах города Киева, местность Шулявка. Пролегает от Берестейского проспекта до Борщаговской улицы.
К Политехническому переулку присоединяется Политехническая улица.
Протяжённость 450 м.

## История
Переулок возник вместе с Политехнической улицей в середине XIX столетия под названием Полевой переулок (с 1869 года). Как самостоятельный переулок фигурирует с 1970-х годов XX столетия; был отделён от Политехнической улицы и продлён до Борщаговской улицы (проложен на месте бывшего Березанского переулка и расположенной вдоль него старой застройки, снесённой в конце 1960-х годов.).

## Застройка
Несколько жилых домов по Политехническому переулку принадлежат к серии 1-КГ-480 («чешки»). На пересечении с проспектом Победы находится пятиэтажное здание, возведённое в 1933 году.

## Важные учреждения
- Лицей № 142 (дом № 2-А)
- Лицей «Универсум» (дом № 3-А)
- Научно-исследовательский институт таможенного дела (дом № 4)

## Транспорт
- Станция метро «Политехнический институт»

## Почтовый индекс
03055

## Географические координаты
координаты начала 50°27′03″ с. ш. 30°28′00″ в. д.
координаты конца 50°26′48″ с. ш. 30°28′01″ в. д.